# Kosmos 2377
Kosmos 2377, ruski vojni izviđački satelit, iz programa Kosmos. Vrste je Jantar-4K2 (Kobaljt br. 554).
Lansiran je 29. svibnja 2001. godine u 17:55 s kozmodroma Pljesecka u Rusiji. Lansiran je u nisku orbitu oko planeta Zemlje raketom nosačem Sojuz-U 11A511U. Orbita mu je bila 156 km u perigeju i 292 km u apogeju. Orbitna inklinacija bila mu je 67,11°. Spacetrackov kataloški broj je 26775. COSPARova oznaka je 2001-022-A. Zemlju je obilazio u 89,57 minuta. Pri lansiranju bio je mase kg. 
Sletio je na Zemlju 10. listopada 2001. godine, a dijelovi rakete vratili su se u atmosferu još u lipnju.

## Vanjske poveznice
- N2YO.com Search Satellite Database
- Celes Trak SATCAT Format Documentation (engl.)
- Kunstman  Arhivirana inačica izvorne stranice od 12. kolovoza 2019. (Wayback Machine) Satellites in Orbit (engl.)